# CHC影迷电影频道
CHC影迷电影频道，前称CHC高清电影频道，是由中共中央宣传部电影卫星频道节目制作中心（CCTV-6）开办的中国大陆首个数字付费高清电影频道，于2006年4月通过卫星传输在中国大陆范围内播出。该频道全天24小时不间断播出，每天连续播出14或15部影片，所有电影均配有简体中文字幕和普通话配音。

## 历史
2006年4月27日，CHC高清电影频道正式进入试播，是继CCTV高清影视频道、上海文广新视觉频道之后中国大陆第三个高清电视频道，开播初期播出时间为早上9点到凌晨3点，采用杜比5.1多声道环绕声以及16:9高清格式播放，后实现全天候24小时播出。2024年5月1日，频道更名为“CHC影迷电影频道”，以广大影迷群体为核心受众，演员易烊千玺担任“CHC影迷电影”频道形象大使。

## 主题时段
- 影迷梦幻夜
- 影迷巨献
- 影迷周末档
- 经典焕新
- 影迷甄选